# Congrés Internacional de Matemàtics de 1962
El Congrés Internacional de Matemàtics de 1962 va ser el catorzè Congrés Internacional de Matemàtics celebrat a Estocolm, Suècia, del 15 d'agost al 22 d'agost, 1962.
Al Congrés van assistir 2107 participants de 57 països i s'hi van lliurar 745 comunicacions.

## Lloc
En una sessió del 28 d'octubre de 1958, el Comitè Nacional Suec de Matemàtiques va decidir acceptar la invitació, transmesa per la Unió Matemàtica Internacional, per organitzar el proper Congrés Internacional de Matemàtics a Estocolm el 1962. Aquesta decisió va ser avalada per la Swedish Mathematical Society el 30 de novembre de 1958, i es va emetre una invitació conjunta als matemàtics del món, signada pel president del Comitè Nacional i de la Societat, els professors Åke Pleijel i Göran Borg.

## Visió general
La sessió d'obertura es va celebrar a la Sala de concerts el 15 d'agost de 1962, a les 10, en presència del Rei de Suècia Gustaf VI Adolf. Una orquestra de la Royal Navy va tocar una selecció de música sueca.
El professor Rolf Nevanlinna, president de la Unió Matemàtica Internacional, va obrir el Congrés, on va dir: "Els matemàtics de tot el món s'han reunit de nou després de quatre anys per estudiar l'estat de la nostra ciència".
Les medalles Fields es van lliurar a John Milnor i Lars Hörmander.

Al final del Congrés, el professor Samuel Eilenberg i el Comitè Organitzador van enviar el següent telegrama a Sa Majestat el Rei de Suècia:
En nom dels matemàtics reunits a Estocolm per al Congrés Internacional, el Comitè Organitzador agraeix molt cordialment a Sa Majestat tant per esdevenir patró del Congrés i per assistir amablement a la sessió d'obertura i lliurament de les medalles Fields.